# Г'ю Галлахер
Г'юджи Галлахер (англ. Hughie Gallacher, нар. 2 лютого 1903, Беллсгілл, Шотландія — пом. 11 червня 1957, Ґейтсхед, Англія) — шотландський футболіст, що грав на позиції нападника. Відомий, зокрема, виступами за «Ейрдріоніанс», «Ньюкасл Юнайтед», «Челсі», а також національну збірну Шотландії. Входить до списку «100 легенд Футбольної ліги».

## Життєпис
Г'ю Галлахер народився в Беллсгіллі, Північний Ланаркшир, в 1903 році. В футбол маленький Г'ю почав грати відразу після того, як навчився ходити. В дитинстві він товаришував з іншим майбутнім видатним гравцем — Алексом Джеймсом, який також проживав у Беллсгіллі.
У 15 років Галлахер покинув школу і почав активно займатися футболом. Через деякий час його викликали до молодіжної збірної Шотландії, де Г'юї помітили тренери клубу «Квін оф зе Саут». З приходом Галлахера, команда впевнено почала підійматися вгору.
Ледь досягши 17-річного віку Г'юджи Галлахер знайомиться та одружується з Енні Макілвені, яка була робітницею кар'єра, на якому Г'ю числився шахтарем. Вони мали двох дітей: Г'юї, який не прожив і року після народження, та Кетрін. Шлюб згодом розпався за неприємних обставин.
Через деякий час Галлахер перейшов у клуб першої шотландської ліги «Ейрдріоніанс». 8 грудня 1925 році він перебирається в «Ньюкасл Юнайтед» за £6,500. Блискуча гра Галлахера вилилася в контракт з «Челсі», підписаний у 1930 році. За чотири з половиною роки він забив у складі синіх 81 гол в 144 матчах - в середньому 0,56 м'яча за гру. Кращу середню результативність у складі «Челсі» демонстрував лише великий Джиммі Грівз - 0,78 гола за гру.
Після «Челсі» Галлахер встиг пограти за ряд англійських клубів: «Дербі Каунті», «Ноттс Каунті», «Грімсбі Таун» та «Гейтсхед». За всю кар'єру він записав на свій рахунок 463 голи у 624 матчах в усіх офіційних турнірах.
11 червня 1957 Г'ю Галлахер покінчив життя самогубством.